# Rodolfo Machado
Rodolfo Machado (Buenos Aires, 7 de mayo de 1934-ib., 11 de junio de 2020) fue un actor argentino con una larga trayectoria en los medios de teatro, televisión y cine.

## Biografía
Rodolfo Machado fue un actor que con un perfil bajo supo ganarse la pantalla chica y grande de la Argentina. Era hermano del también fallecido actor Ricardo Lavié con quien compartió varios proyectos sobre el escenario, y padre de los actores  Juan Ignacio Machado, Pablo Julio Machado (nacido el 1 de mayo de 1963), Rodolfo Machado y Marta Machado.
Falleció el 11 de junio de 2020 a los 86 años por causas desconocidas.

## Televisión
- Teatro alegre (1960)
- Pájaros de barro (1961)..........
- Miss Aventura (1968)..........
- Me llaman Gorrión (1972).......... Rodolfo Onetto
- Rosa... de lejos (1980)............ Carlos Savedra
- Esa provinciana (1983)........... Ricardo
- Yolanda Luján (1984)............. Javier Valdivia
- La señora Ordoñez (1984-1985)........ Ernesto Maggi
- Coraje, Mamá  (1985).............. Carmelo
- Rompecabezas (1985).............. Octavio
- Mujer comprada (1986)............  Abelardo Lombardi
- Valeria (1987).............. Leonardo
- Amándote (1988).............  Alonso Arana
- Las comedias de Darío Vittori (1989) (ep. Mi querida senadora)................ Wilfredo
- El show de Carlitos Bala (1989) ................. Presentador del Mago
- Rebelde (1989)............... Germán Roldán
- Así son los míos (telenovela) (1989-1990) ............. Ramiro Miranda
- Amándote II (1990)........... Alonso Arana
- Celeste (1991)...............  Leandro Ferrero
- Alta Comedia también en el MUSICAL CHANCE como director del canal 9(1993 - 1994)
- Dulce Ana (1995)............. Fernando
- La nena (1996)............... Coquito
- Mamá x 2 (1997)....................
- Mi familia es un dibujo (1997)
- Señoras sin señores (1998)..........  Felipe
- Muñeca brava (1998-1999)............. Néstor Miranda
- Mamitas (1999)................... Papá de Anabella
- Los médicos de hoy (2000)
- Los simuladores (2002) (episodio "Los cuatro notables")
- La niñera (2004) como Rodolfo (episodio: "A mover el boom boom")

## Cine
- Bajo el signo de la patria......... (1971)
- Juguemos en el mundo................ (1971)
- La sonrisa de mamá ................ (1972) Dr Gorostiza
- El picnic de los Campanelli........ (1972) Salinas
- Había una vez un circo ............ (1972) Matón
- Los padrinos....................... (1973)
- Las venganzas de Beto Sánchez ............ (1973) Sargento Grimaldi
- La flor de la mafia................ (1974) Rotters
- La vuelta de Martín Fierro......... (1974)
- Las procesadas .................... (1975)
- Los chicos crecen ................. (1976)
- Mannequin... alta tensión.......... (1979) Policía
- Este loco amor loco ............... (1979)
- Rosa de lejos............................. (1981) Carlos Savedra
- Esto es vida ...................... (1982)
- La búsqueda ....................... (1985) Sr Beltrán
- Correccional de mujeres............ (1986)  Abogado
- Atracción peculiar ................ (1988) Capitán del barco
- La bailanta ........................(1988)
- Policía corrupto .................. (1996) Jefe de policía[5]

## Teatro
- El gran rebelde............... 1967
- Madre Coraje...............1971
- Macbeth...............1973
- Poder, apogeo y escándalo del Coronel Dorrego............... 1986
- Y yo… ¿Dónde duermo?...............1988
- Y..?...............1992
- El patio de la Morocha...............1993/1994
- El varón globalizado *Autoría/Actuación*...............2001
- El varón globalizado *Autoría/Actuación*...............2006
- Sinvergüenzas...............2011
- Cerraron el Bingo: Me quiero matar!!!!................2012[6]